# Bugatti Type 54
Bugatti Typo 54 (anglicky Bugatti Type 54) byl nástupcem slavného modelu Type 35. Na jaře 1931 Ettore Bugatti představil Type 51, jako špičkové závodní auto Bugatti pro 30. léta. Na závodech Grand Prix se však ukázalo, že T51 ne vždy je schopen držet krok s nastupujícími, Hitlerem subvencovanými hegemony Mercedes a Auto Union na straně jedné a Musolinim podporovaným italským strojům Alfa Romeo a Maserati na straně druhé.
V závěru roku 1931 připravil ještě silnější stroj – Bugatti Type 54. Za pozoruhodných třináct dní byl podvozek Type 45 opatřen motorem z Type 50. Tak vznikl vůz Grand Prix Type 54.

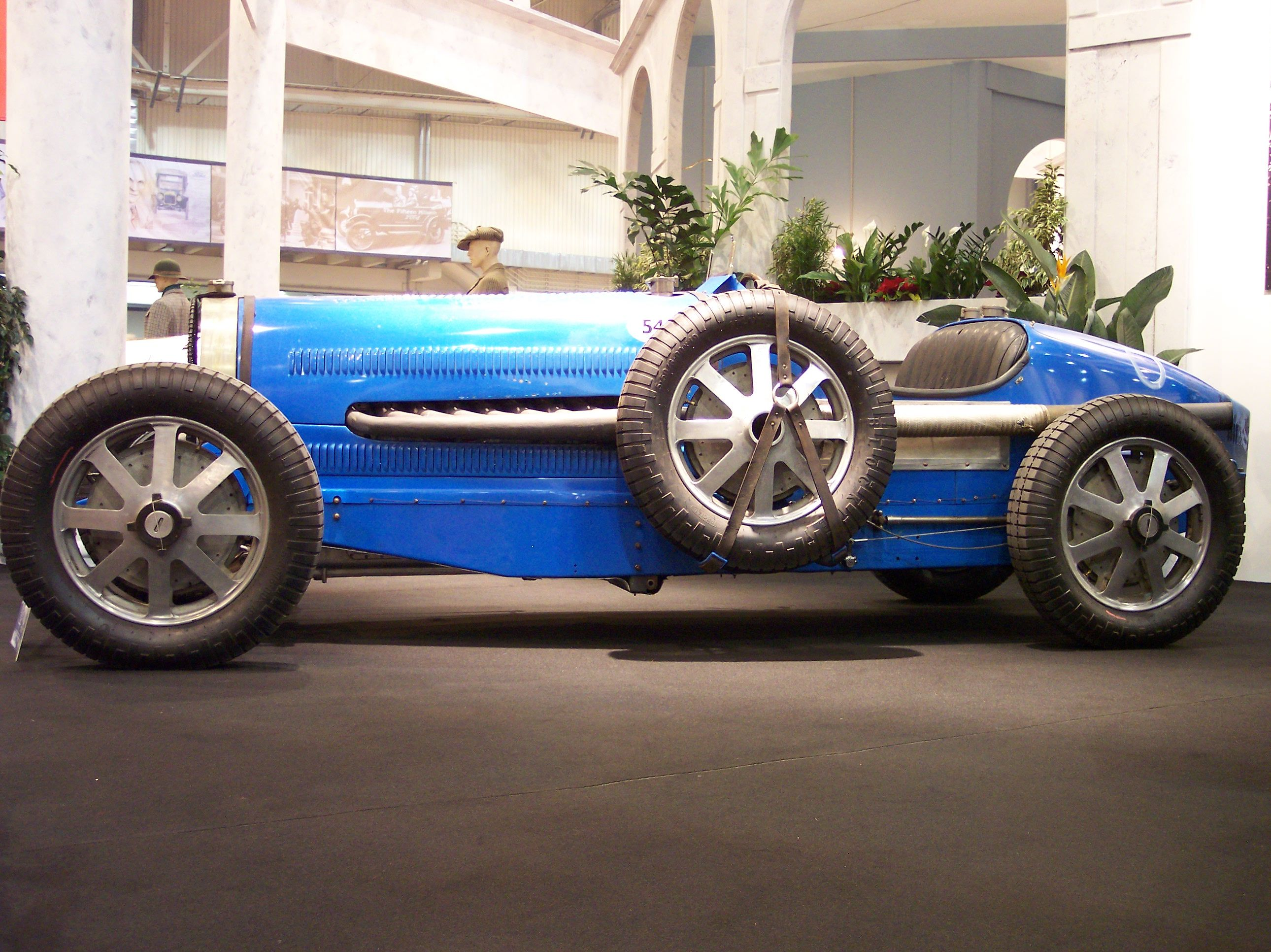
Bugatti Type 54 (2006)

## Vznik a vývoj
Základní model T54 Ettore Bugatti představil v září 1931 jako nástupce typů 35 a také 51. V roce 1934 výroba těchto modelů skončila po vyrobení max. 10 vozů. Do konce roku 1934 měla továrna ve vlastnictví pět strojů a pět bylo prodáno do soukromých rukou.
Aby byl Bugatti schopen čelit vysoko objemovým motorům Mercedes SSKL (7,1 l) a Maserati V5 (5,0 l) představil model T54 s motorem 4972 cm³. Tento motor byl původně použit na cestovním automobilu typu T50. Po úpravách disponoval výkonem až 223 kW/300 k. Podvozek T54 vycházel z typu Bugatti T45. V letech 1932–1933 závodní tým Automobiles E. Bugatti startoval v závodech Grand Prix s oběma typy, s T51 a s T54.
Tento typ byl velmi rychlý, ale také hodně těžký a nesnadno ovladatelný zvláště na „zatáčkovitých“ tratích typu Nürnburgring, Masarykův okruh nebo Monte Carlo. Vzniklo pouhých deset kompletních aut a další dva nikdy nekarosované podvozky, které jsou údajně v USA. Za jeho nástupce bývá označován type 59 vyráběný v letech 1933 až 1938 s motory o objemu válců buď 2866 (Type 59) nebo 4741 cm³ (Type 59/50 B) v upraveném podvozku T54.
První vyrobený exemplář s číslem podvozku 54201 ze září 1931 si od Achille Varziho koupil Jiří Kristián Lobkowicz, ač jej od tohoto kroku zrazoval sám československý zástupce značky Bugatti ing. Vladimír Gut. Lobkowicz jej de facto obešel a koupi vozu si domluvil přímo v Molsheimu. Lobkowicz se s tímto T54 přihlásil na závod konaný na Avusu. Na berlínské dráze ovšem 22. května 1932 nalezl smrt. Lobkowicz startoval z posledního, 16. místa na startovním roštu. V polovině 1. kola před první vracečkou již byl na 4.–5. místě a útočil na pozici Hanse Lewyho (Bugatti T51). Havaroval přibližně na osmém kilometru trati (okruh měřil 19,573 km), kdy při pokusu o předjetí německého závodníka Hanse Lewyho v jižní zatáčce, dostal smyk, a narazil na betonové hrazení oddělující dráhu. Jeho vůz se dostal do protisměru, kde se několikrát převrhl. Vůz se roztříštil o stromy, prorazil křoví na straně ke kolejím berlínské S-Bahn a dopadl k náspu tratě asi 4 metry vysokého. Lobkowicz zůstal pod ním v bezvědomí (jiné zdroje uvádějí, že z vozu vypadl těsně vedle kolejí). Lobkowicz byl hned přepraven do nemocnice Sv. Hildegardy v Berlíně-Charlottenburgu, ale už při transportu zemřel. Je pochován v rodinné hrobce v Hoříně u Mělníka.

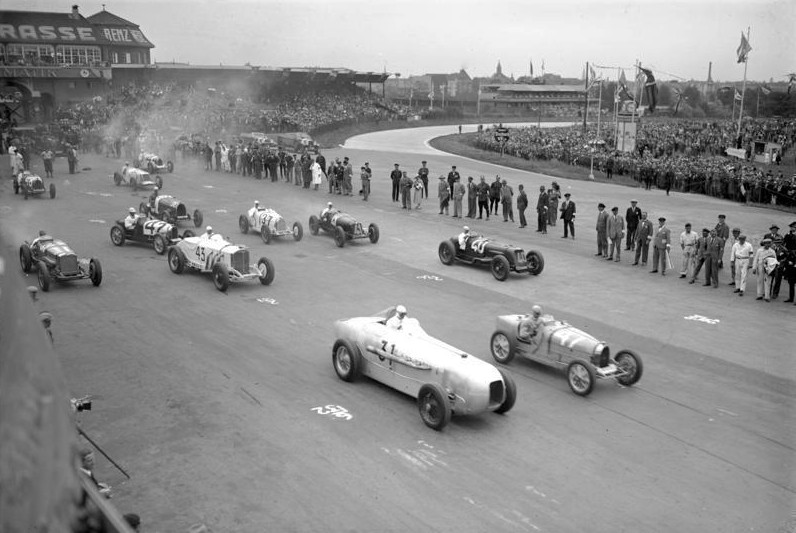
Start závodu na okruhu AVUS v Berlíně, 22. května 1932. Lobkowicz startoval z poslední řady

V roce 1934, kdy vstoupila v platnost nová, tzv. váhová formule, která předepisovala maximální hmotnost vozu na 750 kg, byla další výroba tohoto vyloženě závodního typu „bezpředmětná“. Type 54 byl pak používán pouze soukromými jezdci v závodech tzv. volné formule. Jeden exemplář jezdil ještě začátkem padesátých let v USA (William F. Milliken, Hal Ullrich, Samuel L. Scher).

## Motor
Motor vycházel z osvědčených závodních automobilů typů Bugatti T35B a Bugatti T51. Základní rozměry tohoto řadového osmiválce se dvěma vačkovými hřídeli nad hlavou (2x DOHC) byly vrtání 86 mm, zdvih 107 mm a zdvihový objem 4972 cm3. Každý válec měl pouze jeden sací ventil a jeden výfukový ventil (na rozdíl od řady T35). Palivo ke dvěma karburátorům Zenith dopravovalo palivové čerpadlo. Motor díky kompresoru Roots dával největší výkon na hranici tehdy obdivuhodných až 220 kW (300 k) při 4 500 ot/min. Pokud byl ovšem v nádrži ethanol, zvedl se výkon až na 331 kW (450 k). Nic výkonnějšího do té doby v Molsheimu nevzniklo.
Blok motoru byl vyroben ze šedé litiny, dva ventily na válec představovaly klasiku, stejně jako dvojice vaček v litinové hlavě, tedy rozvod OHC. Zapalování magnetem, jedna svíčka na válec.

## Podvozek
Základ podvozku s rozvorem 2750 mm a rozchodem všech kol 1350 mm tvořil klasický žebřinový ocelový rám, původem z experimentálního dvoumotorového typu 45. Přední náprava byla odpružena půleliptickými, zadní typickými otočenými čtvrteliptickými pery, nechyběly třecí tlumiče. Brzdy byly pochopitelně bubnové, byť obrovské, ovládaly se lanovody. Tradiční osmipaprsková litá kola Bugatti zavedl Bugatti už u legendárního typu 35 v roce 1924. Rozměry pneumatik: původní 28 × 4,75"; moderní výbava 5,00 × 19". Hmotnost samotného podvozku činila 950 kg.
Točivý moment přenášela dozadu na zadní hnanou nápravu přes suchou vícelamelovou spojku uprostřed uložená třístupňová mechanická převodovka (netvořila tedy jeden blok s motorem), která byla zkonstruována speciálně pro tento model a měla patřičně zesílené komponenty.

## Karoserie
Na první pohled vypadal vůz Bugatti Type 54 téměř stejně jako dřívější Type 35, který dominoval evropským automobilovým závodům ve druhé polovině 20. let. Coby stavební materiál na karoserii byla použita hliníková slitina. Nástavbami T54 byly otevřené monoposty a dvoumístné roadstery, vždy bez dvířek. Výkonný motor a podvozek s žebřinovým rámem neodpovídaly zvýšené hmotnosti o 200 kg, než tomu bylo u typů T35 a T51, a proto řízení typu 54 bylo velmi obtížné. O mnoho let později tento model vyzkoušel Phill Hill, mistr světa formule 1 z roku 1961, a nazval jej nejděsivějším vozem, jaký kdy závodil.

## Sportovní úspěchy
Některé zdroje uvádějí, že prvním nasazením tohoto typu byla účast Louise Chirona a Achilla Varziho na Velké ceně Itálie na Monze 24. května 1931. Avšak jiné zdroje uvádějí, že tam Chiron a Varzi startovali ještě s typem Bugatti T51. Prvním doložitelným startem typu T54 byla účast 4. ročníku Velké ceny Monzy (IV GRAN PREMIO DI MONZA), která se uskutečnila 6. září 1931. Achille Varzi obsadil 3. místo a Louis Chiron 7. místo. Dalším startem byla účast na IV. ročníku Velké ceny Tunisu (GRAND PRIX DE TUNISIE) 3. dubna 1932 v Casablance, kdy Bugatti (Automobiles E. Bugatti) nasadil 3 vozy T54, které pilotovali Jean-Pierre Wimille, Marcel Lehoux a Heinrich-Joachim von Morgen. Marcel Lehoux obsadil v tomto závodě 2. místo za Achillem Varzim na Bugatti T51, další 2 vozy nedojely do cíle. Dalším závodem, kde startoval typ Bugatti T54 a na něm Jiří Kristián Lobkowicz, byl již zmíněný Avusrennen 22. května 1932. V tomto závodě na T54 startoval i Albert Divo, který po 5 kolech z 15 vypsaných odstoupil pro poruchu olejového potrubí. Ve stejný den (22. května) se jela i Velká cena Casablanky (II GRAND PRIX DE CASABLANCA). Na okruhu Anfa s T54 zvítězil Marcel Lehoux. Závod se jel na 47 kol x 8,861 km = 416,5 km a Lehoux zvítězil v čase 3:19:29,2 h (125,3 km/h).
Dalším, avšak neúspěšným závodem byla Velká cena Itálie (X. GRAN PREMIO D'ITALIA) 5. června 1932. Oba vozy řízené Louisem Chironem a Achillem Varzim pro poruchy nedojely do cíle. Na 8. ročníku francouzské Velké ceny v breťanském La Baule-Escoublac (VIII GRAND PRIX de LA BAULE) se podařilo 17. srpna 1932 “Williamsovi“ (pseudonym, Charles Frederick William Grover-Williams) na T54 zvítězit, když za 1:01:57,2 h ujel 25 kol v celkové délce závodu 150,0 km. Na závěr sezóny 1932 Louis Chiron a Achille Varzi obsadili 11. září s tímto typem 5. a 6. místo na autodromu v Monze (5. Velká cena Monzy). V závodě zvítězil Rudolf Caracciola (SA Alfa Romeo) na voze Alfa Romeo Tipo B/P3.
Druhým a posledním rokem, kdy byl typ T54 továrnou nasazován do závodů Grand Prix, byl rok 1933. Varzi dokázal na Avusu na tovární T54 (Automobiles E. Bugatti) 21. května 1933 zvítězit, když dlouhé rovinky mu dovolovaly kompenzovat čas ztracený ve dvou vracečkách o 180°. Na 2. místě skončil na témže typu, „soukromník“ Stanisław Czaykowski, pouze 0,2 vteřiny za vítězem. „Williams“ na továrnou Automobiles E. Bugatti přihlášeném Bugatti T54 nedojel. Závod se jel na 15 kol x 19.573 km + 831m startovní rovinky, tj. na 294,43 km. Bugatti T54 ještě zaznamenal 2 vítězství, 1. července v British Empire Trophy na Brooklandsu (Czaykowski) a 13. srpna ve Velké ceně La Baule-Escoublac (IX GRAND PRIX de LA BAULE), kde zvítězil „Williams“.
Problémová kariéra typu T54 došla do dramatického finále, když ve Velké ceně Monzy 10. září 1933 přišel o život „francouzský Polák“, hrabě Stanisław Czaykowski, na voze výrobního čísla 54209. Jeho Bugatti Type 54 havarovalo v nechvalně známé jižní zatáčce (Curva Sud), jen asi 50 metrů od místa, kde o pár minut dříve při srážce zahynuli dva Italové Mario U. Borzacchini a Giuseppe Campari (oba na Alfa Romeo Tipo B/P3). Czaykowského auto se převrátilo a zůstalo na okraji trati vzhůru nohama, pohřbilo Czaykowského pod sebou, poté vzplálo a úplně shořelo. Jakákoli pomoc Stanisławu Czaykowskému byla marná. Bylo oznámeno, že zemřel na těžká poranění hlavy (narazil na kámen ležící v trávě u trati) a následně uhořel. O rok dříve (1932) v tomto závodě zvítězil Rudolf Caracciola na Alfa Romeo Tipo B/P3. Na 5. a 6. místě dojeli s továrními T54 Achille Varzi a Louis Chiron.
V roce 1935 se se soukromým Bugatti T54 účastnil Dudley Froy velkých cen na Avusu, v závodě Eifelrennen na Nürburgringu a v de Lorraine, ale ani jednou s ním nedojel do cíle.

## Dochované exempláře
Z deseti vyrobených T54 se dochovaly 4 vozy.
Roadster Jiřího Lobkowicze (podvozek 54201) v roce 1936 karosář Oldřich Uhlík opatřil novou karoserií a vlastenecky jej pojmenoval „Praha“. V sedmdesátých letech minulého století byl majitelem tohoto vozu C.W.P. (Peter) Hampton, který Uhlíkovy „šaty“ vyměnil zpět za původní „oblek“ pro Grand Prix od specialisty Roda Jolleyho. V roce 1991 po Hamptonově smrti, vyměnila tato bugatka v aukci majitele, pravděpodobným vlastníkem se stal pan Kogan z Monaka. Ten ji prodal tomu současnému, nejmenovanému nizozemskému milovníkovi klasických Bugatti a také poválečných Lotusů. Zatím poslední majitel ji nechal uvést zpět do původního stavu. Unikátní automobil byl nabídnut v roce 2013 v aukční síni Bonhams v Paříži, ale při základní nabídce mezi 2,5 a 3,5 miliony EUR nebyl prodán.

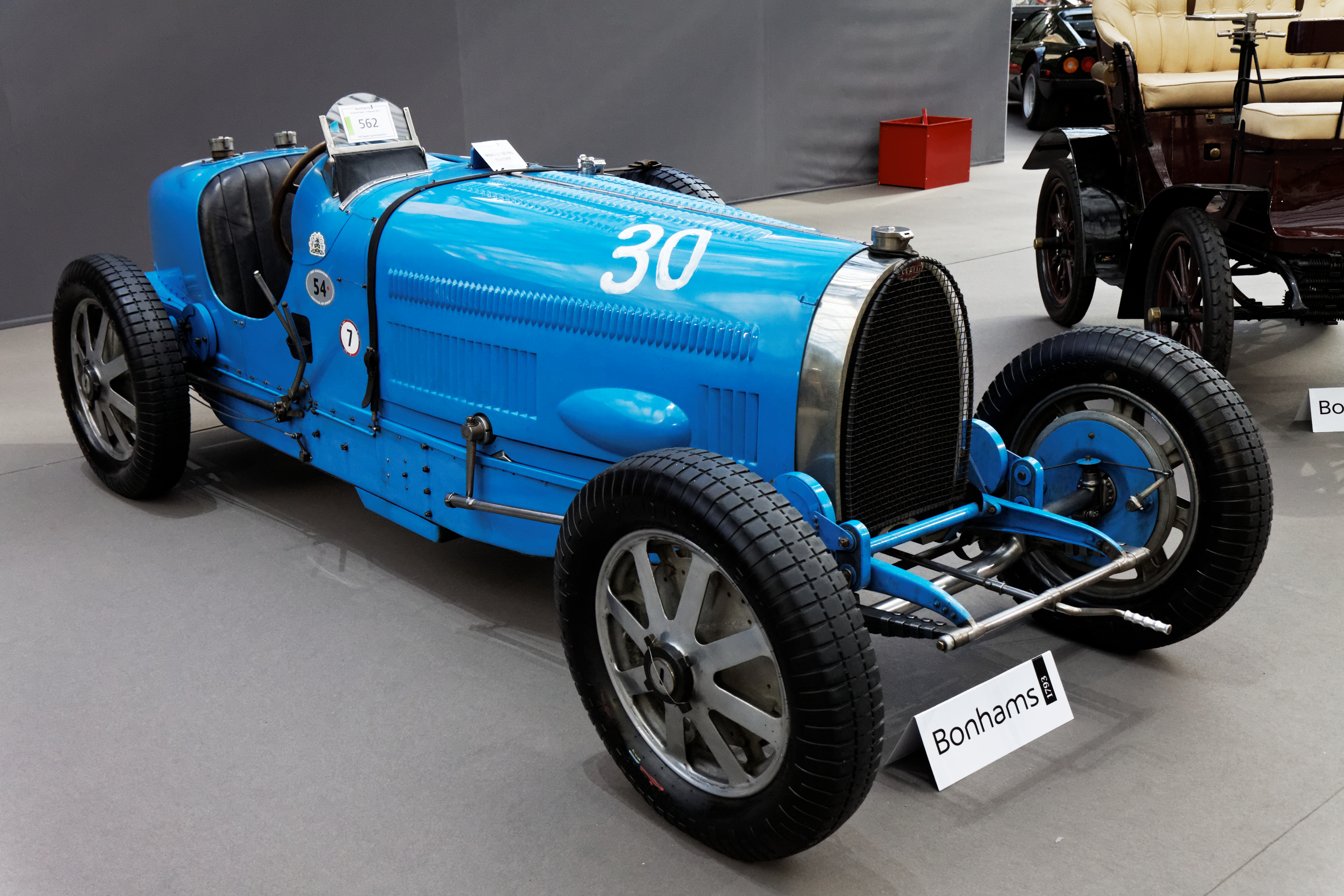
Bugatti Type 54 Grand Prix 1931 (Paříž 2013)

Vůz s číslem podvozku 54205, se kterým jezdil lord Francis Howe, má dnes karoserii roadster od lorda Bacheliera a najdete jej v nizozemském muzeu Louwman Collection. Vůz s podvozkem 54210 je v Anglii a pravidelně se zúčastňoval festivalu rychlosti na anglickém okruhu v Goodwoodu. Jiný roadster odpočívá v kalifornském Oxnardu v muzeu, které založil Peter W. Mullin.

## Tabulka parametrů
Základní technické údaje
|         | Motor                        | zdvihový objem | vrtání x zdvih | plnění válců | výkon (k/kW) | max. rychlost | převodovka         | hmotnost | výroba  |
| Type 54 | řadový osmiválec, 16 ventilů | 4972 cm³       | ø 86 x 107 mm  | kompresor    | 220 kW/300 k | 200 km/h      | manuální, 3 stupně | 1100kg   | 1931–34 |

## Galerie

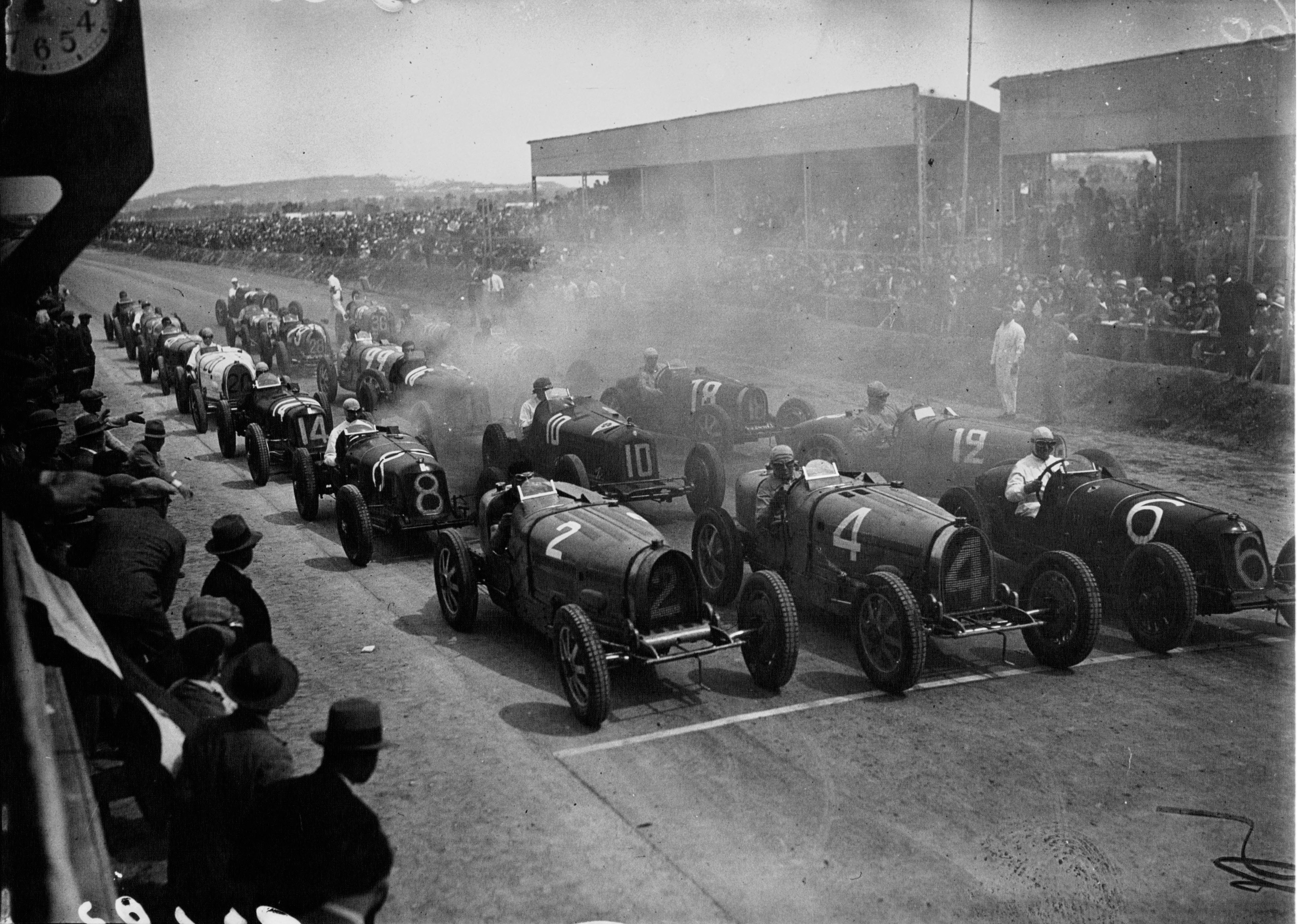
Start Velké ceny Tunisu 1932. Startovní č. 2 (Jean-Pierre Wimille), č. 4 (Marcel Lehoux) a č. 20 (Heinrich-Joachim von Morgen) – všichni Bugatti T54
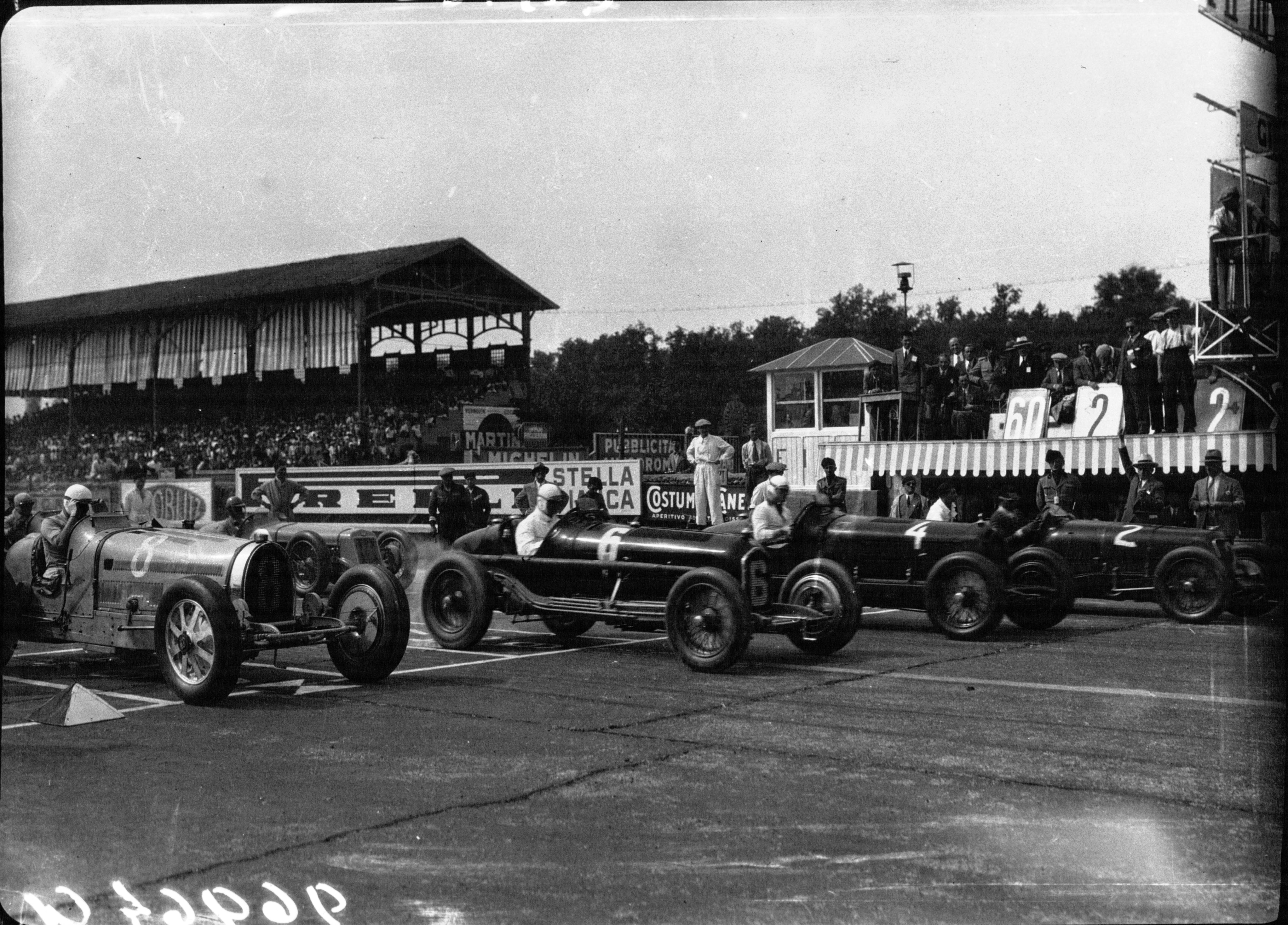
Startovní rošt při Velké ceně Monzy 1932. První zleva Achille Varzi na Bugatti T54.
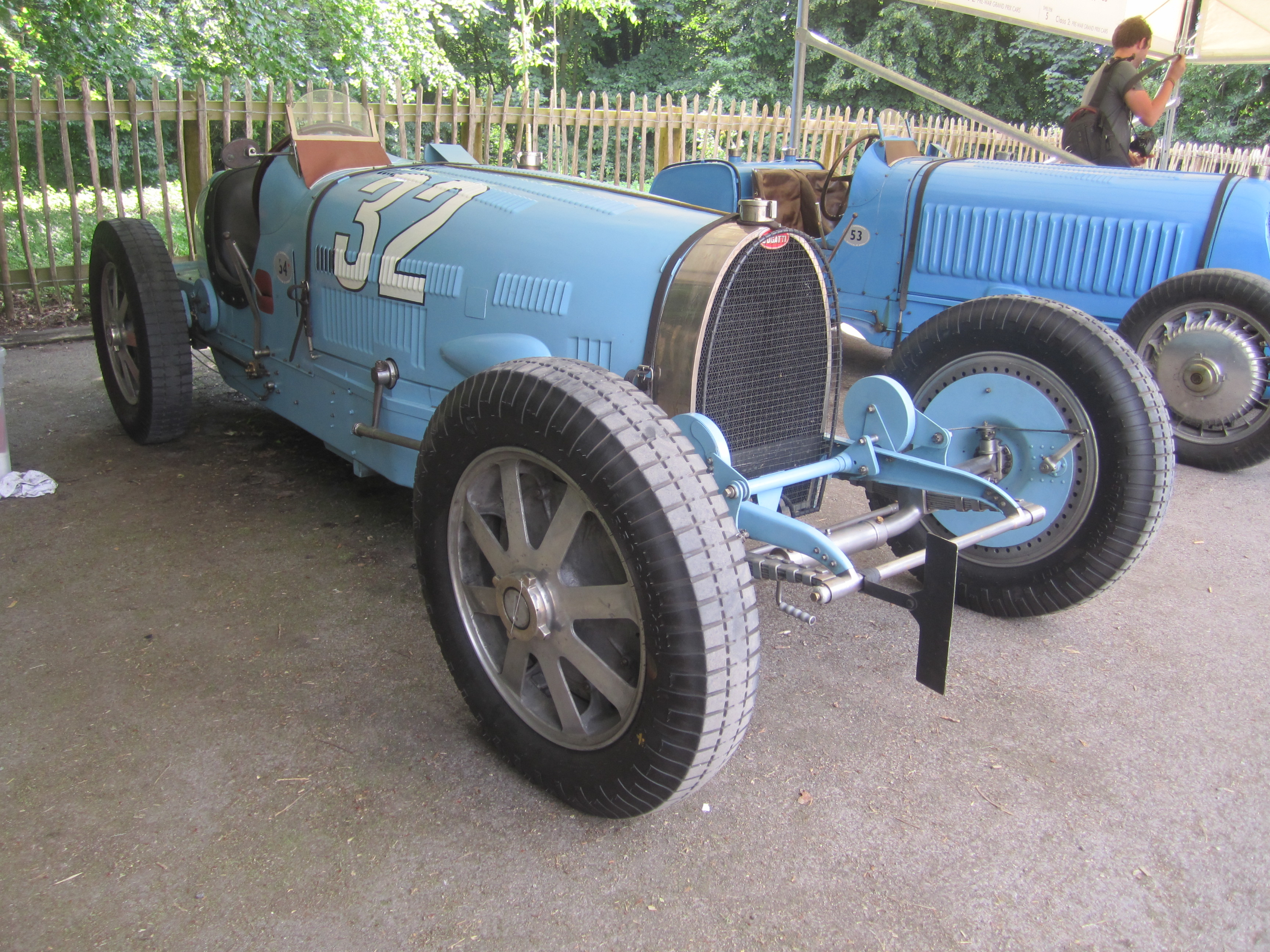
Bugatti Type 54 (1931) na akci Goodwood Festival of Speed 2011
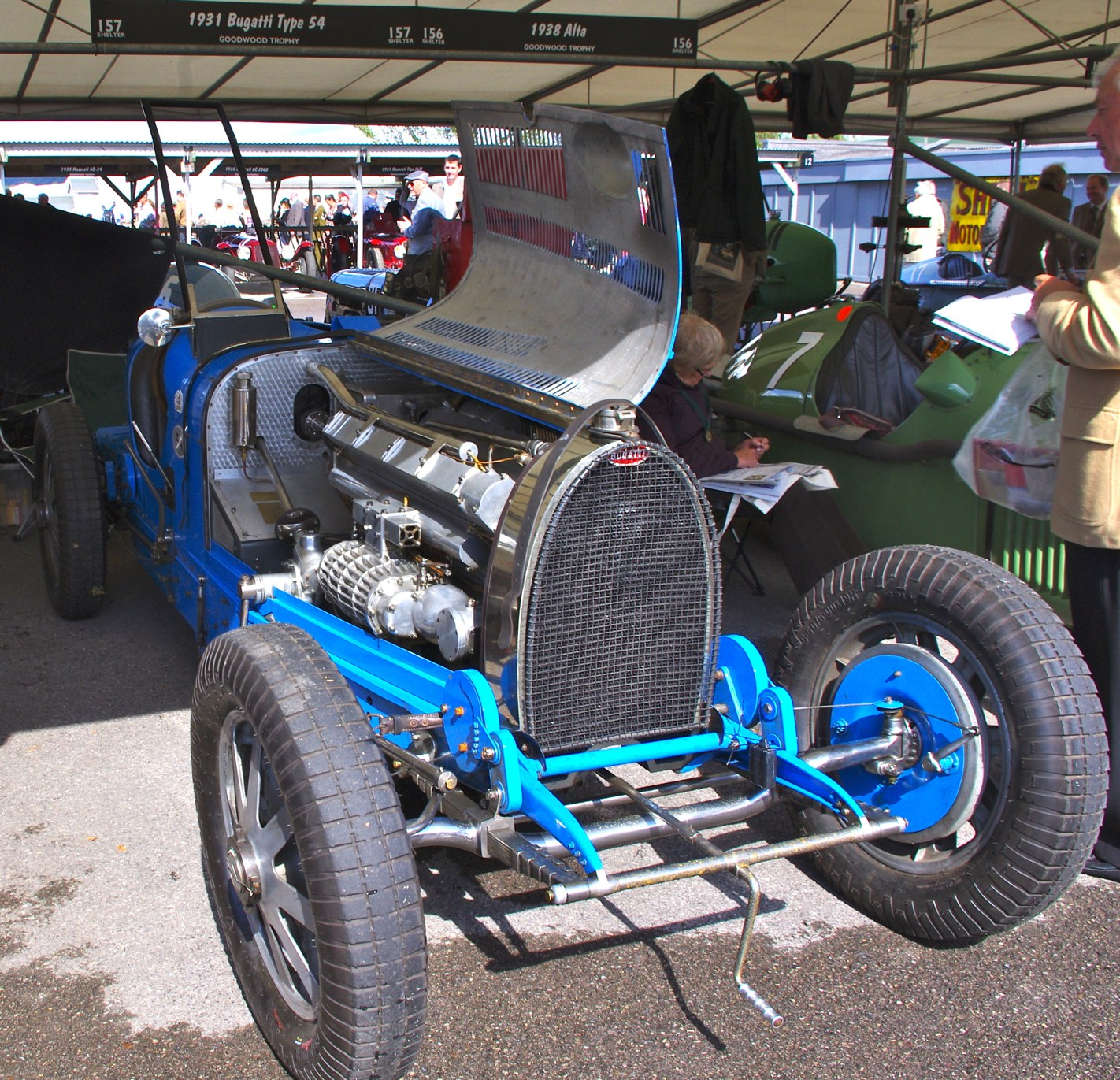
Bugatti Type 54 na akci Goodwood Revival 2012
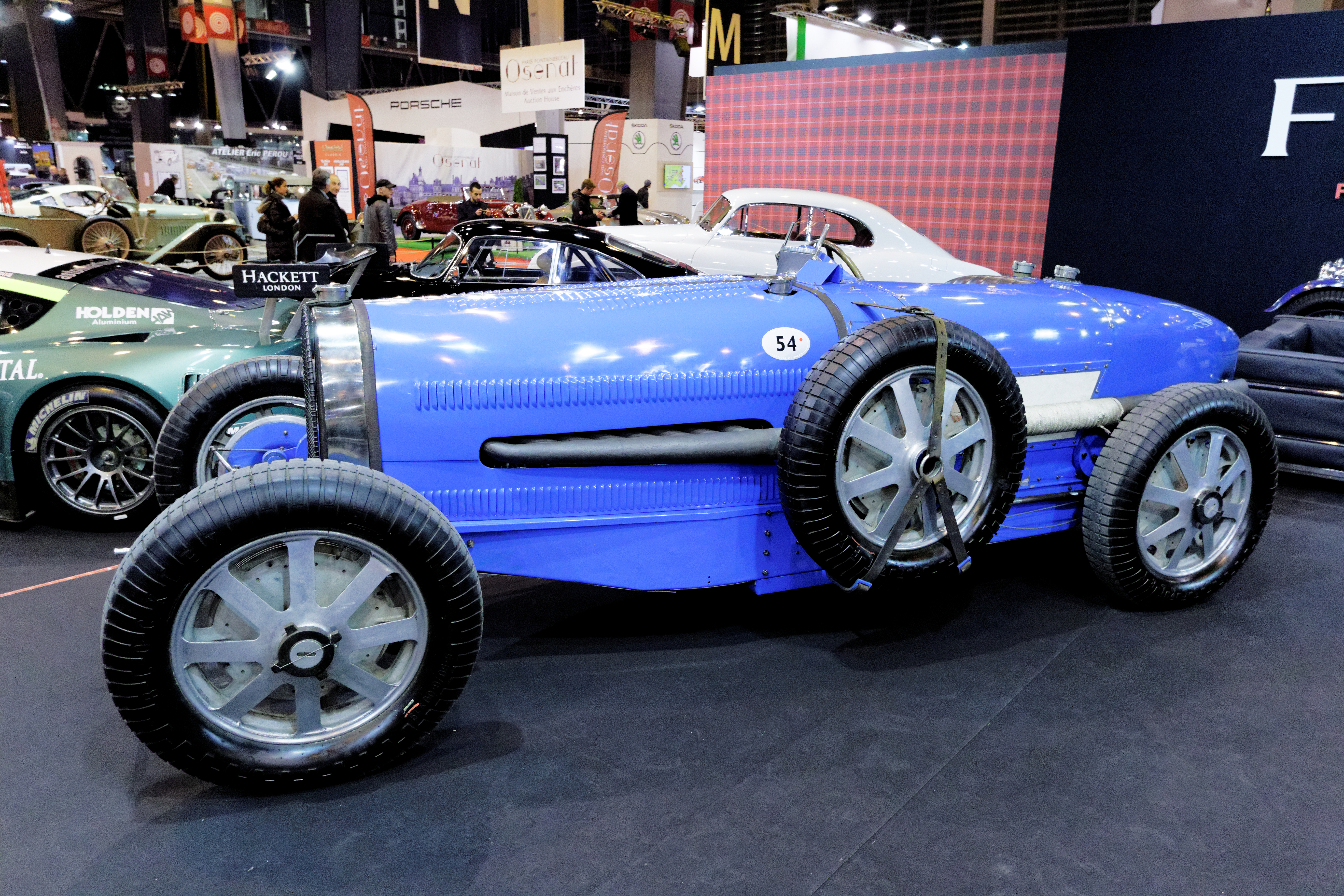
Bugatti Type 54 (1931) na akci Rétromobile 2015
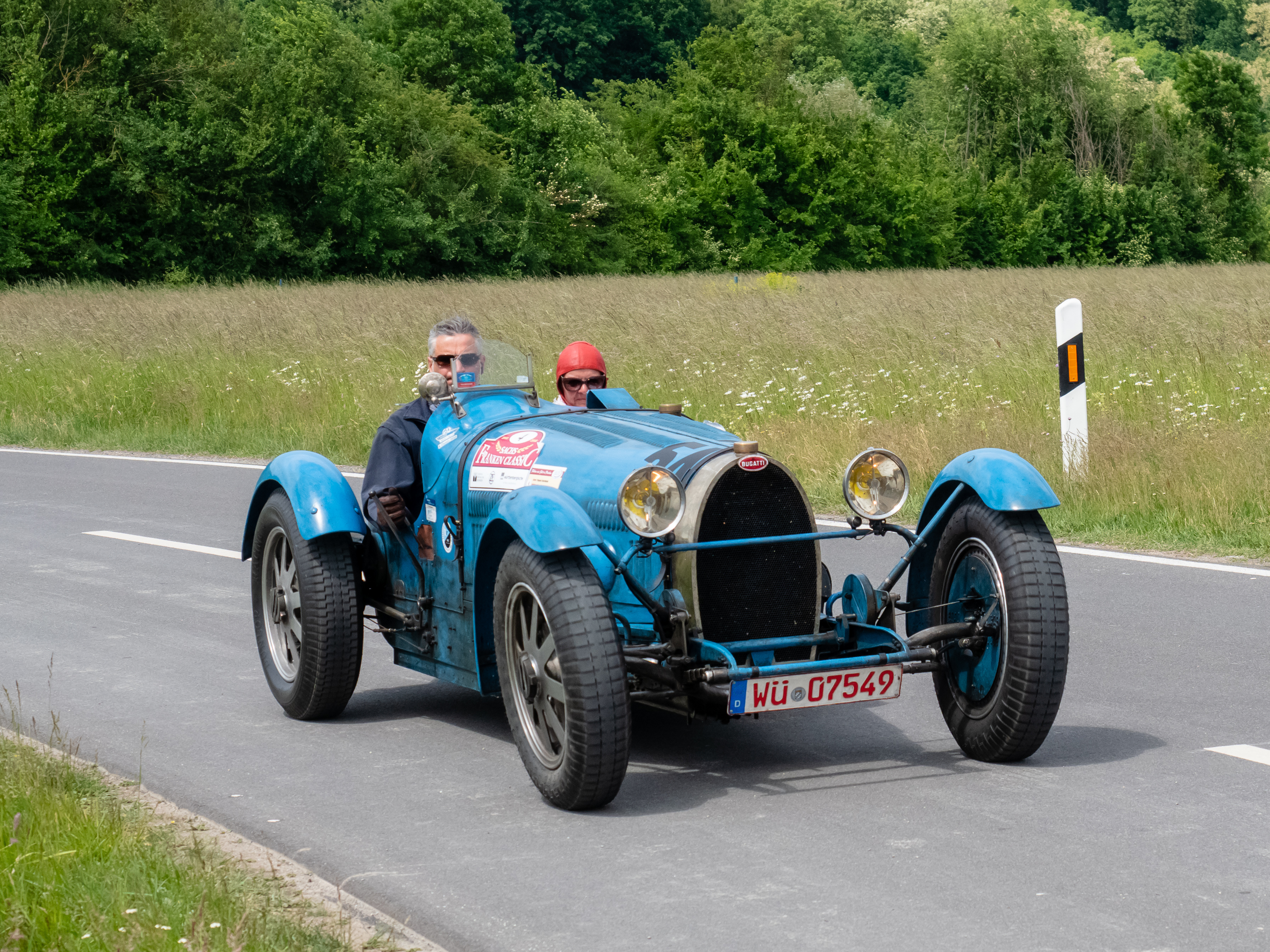
Bugatti Type 54 na akci Sachs Franken Classic 2018